# Gracilodes opisthenops
Gracilodes opisthenops là một loài bướm đêm trong họ Erebidae.